# Vasilios Ganotis
Vasilios Ganotis (gr. Βασίλειος Γανωτής; ur. 16 lutego 1942 w Agios) – grecki zapaśnik walczący w stylu klasycznym. Trzykrotny olimpijczyk. Odpadł w eliminacjach w Tokio 1964, Meksyku 1968 i Monachium 1972. Walczył w kategorii 52 kg.
Czwarty na mistrzostwach Europy w 1968. Wicemistrz igrzysk śródziemnomorskich w 1967 roku.